# Nat Hickey
Nicholas J. "Nat" Hickey (rođen kao Nicola Zarnecić; Korčula, 30. siječnja 1902. – Johnstown 16. rujna 1979.) bio je hrvatsko-američki profesionalni košarkaški trener/igrač i igrač bejzbola. Okrenuo se treniranju košarke nakon što se 1942. godine umirovio od igranja, ali se povremeno aktivirao kao igrač za timove koje je trenirao. Godine 1948., u dobi od 45 godina, Hickey je odigrao dvije utakmice za Providence Steamrollerse u Košarkaškoj asocijaciji Amerike (BAA) dok je bio glavni trener tima, što ga je učinilo najstarijim igračem u povijesti NBA-a, a tu titulu drži i danas.
Rodio se kao Nicola Zarnecić na Korčuli.